# 胡小新
胡小新（1966年—），中国女子乒乓球运动员。她曾获得1989年世界乒乓球锦标赛女子团体金牌。她也获得过1990年亚洲乒乓球锦标赛女子双打冠军。